# Florinda Chico
Florinda Chico Martín-Mora (née le 24 avril 1926 à Don Benito, dans la province de Badajoz, en Estrémadure et morte le 19 février 2011 à Madrid) est une actrice espagnole.

## Biographie
Florinda Chico Martín-Mora est née en 1926 à Don Benito, Estrémadure, en Espagne. Elle a étudié le chant, et a ensuite commencé sa carrière artistique sur scène dans des revues musicales.
Ses premiers succès ont été El huevo et la revue La blanca doble, en 1947, avec le trio comique Zori, Santos y Codeso (es). Bien qu'elle ait fait ses débuts au cinéma en 1953 avec le film Pasaporte para un ángel, ce n'est qu'à la fin des années 1960 qu'elle est parvenue à la célébrité en Espagne.
Elle a fréquemment interprété des rôles de matrones bien en chair et pleines d'énergie, ou encore de bonnes grognons. Elle a également joué dans des drames tels que Cría cuervos de Carlos Saura, en 1976, où elle tient le rôle de Rosa,la bonne et La casa de Bernarda Alba, en  1987.
En 2002, elle reçoit la Médaille d'or du mérite des beaux-arts par le Ministère de l'Éducation, de la Culture et des Sports.

## Filmographie
- 1953 : Intriga en el escenario
- 1954 : Pasaporte para un ángel (Órdenes secretas)
- 1954 : Los maridos no cenan en casa
- 1966 : Una señora estupenda
- 1967 - El hueso
- 1967 - Monica Stop
- 1967 - Las que tienen que servir
- 1968 - Las secretarias
- 1968 - La chica de los anuncios
- 1969 : Vamos por la parejita
- 1969 : Susana
- 1969 : La vida sigue igual d'Eugenio Martín
- 1969 : Abuelo Made in Spain
- 1969 : Las amigas
- 1969 : No somos ni Romeo ni Julieta
- 1969 : La que arman las mujeres
- 1969 : Amor a todo gas
- 1970 : La otra residencia
- 1970 - Cateto a babor
- 1971 - La Graduada
- 1971 - Si Fulano fuese Mengano
- 1971 - La casa de los Martínez
- 1971 - Los corsarios
- 1971 - La red de mi canción
- 1972 - Venta por pisos
- 1972 - Soltero y padre en la vida
- 1972 - El padre de la criatura
- 1972 - En un mundo nuevo
- 1972 - Dos chicas de revista
- 1973 - La descarriada
- 1973 - Me has hecho perder el juicio
- 1974 - Jenaro el de los 14
- 1974 - Dormir y ligar: todo es empezar
- 1974 - El calzonazos
- 1974 - Los caballeros del botón del ancla
- 1974 - Cuando los niños vienen de Marsella
- 1975 - Madres solteras
- 1975 - No quiero perder la honra
- 1975 - El mejor regalo
- 1975 - Tres suecas para tres Rodríguez
- 1975 - Yo soy Fulana de Tal
- 1975 - Haz la loca... no la guerra
- 1976 : Cría cuervos, de Carlos Saura : Rosa
- 1976 : Nosotros, los decentes
- 1976 : Ambiciosa
- 1976 : El alegre divorciado
- 1976 : El señor está servido
- 1976 : La noche de los cien pájaros
- 1976 : Guerreras verdes
- 1976 : Adulterio a la española
- 1976 : Alcalde por elección
- 1977 - Ésta lo que es...
- 1977 - Virilidad a la española
- 1977 - Un día con Sergio
- 1977 - Eva, limpia como los chorros del oro
- 1977 - Uno del millón de muertos
- 1977 - Celedonio y yo somos así
- 1977 - Gusanos de seda
- 1978 - Réquiem por un empleado
- 1979 - Los energéticos
- 1979 - Los bingueros
- 1980 : ¡Qué verde era mi duque!
- 1980 - La vida, el amor y la muerte
- 1980 - El niño de su mamá
- 1980 - El soplagaitas
- 1980 - Tu estás loco Briones
- 1980 - ...Y al tercer año, resucitó
- 1980 - Miedo a salir de noche
- 1980 - El divorcio que viene
- 1980 - Yo hice a Roque III
- 1980 - Hijos de papá
- 1981 - Queremos un hijo tuyo
- 1981 - Gay Club
- 1981 - Los chulos
- 1981 - ¡Qué gozada de divorcio!
- 1982 - Si las mujeres mandaran (o mandasen)
- 1982 - La canción de los niños
- 1982 - La vendedora de ropa interior
- 1982 - Las chicas del bingo
- 1982 - El hijo del cura
- 1982 - En busca del huevo perdido
- 1982 - El gran mogollón
- 1983 - El currante
- 1983 - El cura ya tiene hijo
- 1983 - Mi amigo el vagabundo
- 1984 - Cuando Almanzor perdió el tambor
- 1985 - Una y sonada...
- 1986 - Capullito de alhelí
- 1987 : ¡No, hija, no!
- 1987 : La casa de Bernarda Alba
- 1987 : ¡Biba la banda!
- 1988 : Simpáticos degenerados
- 1988 : Jarrapellejos
- 2002 : No somos nadie